# Локотунин, Валерий Иванович
Валерий Иванович Локотунин (род. 26 марта 1940, Тейково, Ивановская область, РСФСР, СССР) — советский хозяйственный, государственный и партийный деятель.

## Биография
Родился в 1940 году в городе Тейково. Член КПСС .

### Образование
В 1965 окончил Ивановский химико-технологический институт, получив специальность инженера-технолога химической технологии электровакуумных материалов и приборов
В 1985 окончил Академию общественных наук при ЦК КПСС.

### Трудовая деятельность
Трудовую деятельность начал после окончания средней школы в 1957 году слесарем-ремонтником на хлопчатобумажном комбинате. 
С 1965 года — на хозяйственной, общественной и политической работе. В 1965—2015 гг. — мастер участка, бригадир, начальник цеха, главный инженер, генеральный директор научно-производственного объединения «Эльта» (Елец), первый секретарь Елецкого горкома КПСС, второй секретарь Липецкого обкома КПСС, первый секретарь Карагандинского областного комитета КП Казахстана, заместитель председателя Госплана РСФСР, заместитель генерального директора ОАО «Росгазификация».
Избирался депутатом Верховного Совета РСФСР X и XI созывов, народным депутатом СССР.